# Zebrus zebrus
Zebrus zebrus é uma espécie de peixe da família Gobiidae e da ordem Perciformes.

## Morfologia
- Os machos podem atingir 5,5 cm de comprimento total.[6][7]

## Habitat
É um peixe marítimo, de clima subtropical e demersal que vive até 3 m de profundidade.

## Distribuição geográfica
É encontrado no Mar Mediterrâneo: Albânia, Argélia, Bósnia e Herzegovina, Croácia, França, Grécia, Itália, Líbano, Marrocos, Sérvia, Eslovénia, Espanha e Turquia.

## Observações
É inofensivo para os humanos.